# Ilex formosana
Ilex formosana är en järneksväxtart som beskrevs av Carl Maximowicz. Ilex formosana ingår i släktet järnekar, och familjen järneksväxter. Utöver nominatformen finns också underarten I. f. macropyrena.